# Supercopa de Cataluña de fútbol 2014
La Supercopa de Cataluña de fútbol 2014 fue la I edición del torneo regional. Se disputó en un partido único el 29 de octubre de 2014, en el Municipal de Montilivi de la ciudad de Gerona. Esta edición enfrentó a los dos mejores equipos catalanes de la Primera División de España, el Fútbol Club Barcelona y el Real Club Deportivo Espanyol. Tras un empate 1-1, los azulgranas se impusieron en la tanda de penaltis por 4-2, llevándose de esta manera el torneo inaugural de la competición.

## Historia
En un principio esta final se debió disputar en julio de 2012, pero debido a un conflicto ocurrido entre los clubes por el calendario no se logró llevar a cabo. Pese a una larga serie de conversaciones, no surge un consenso por lo que los equipos se niegan a participar en el certamen. Finalmente dos años después, se retomaría el diálogo entre ambas entidades, en el cual ambos llevan al esperado acuerdo para enfrentarse el 29 de octubre.

## Partido
| 25         | POR        | Jordi Masip       |     |
| 21         | DEF        | Adriano Correia   | 73' |
| 3          | DEF        | Gerard Piqué      | 45' |
| 15         | DEF        | Marc Bartra       |     |
| 18         | DEF        | Jordi Alba        | 45' |
| 5          | MED        | Sergi Samper      | 76' |
| 20         | MED        | Sergi Roberto     | 62' |
| 12         | MED        | Rafinha Alcántara | 62' |
| 7          | DEL        | Pedro Rodríguez   | 45' |
| 11         | DEL        | Munir El Haddadi  |     |
| 9          | DEL        | Luis Suárez       | 45' |
| Entrenador | Entrenador | Luis Enrique      |     |

| 25         | POR        | Pau López       |     |
| 23         | MED        | Anaitz Arbilla  |     |
| 3          | DEF        | Raúl Rodríguez  |     |
| 30         | DEF        | Eric Bailly     |     |
| 12         | DEF        | Carlos Clerc    | 45' |
| 34         | MED        | Pol Llonch      | 45' |
| 2          | MED        | Felipe Mattioni | 45' |
| 5          | MED        | Víctor Álvarez  | 45' |
| 7          | MED        | Álex Fernández  | 45' |
| 6          | MED        | Salva Sevilla   | 45' |
| 29         | DEL        | Jairo Morillas  | 83' |
| Entrenador | Entrenador | Sergio González |     |

| 14 | DEF | Edgar Ié           | 45' |
| 2  | DEF | Martín Montoya     | 45' |
| 17 | DEL | Adama Traoré       | 45' |
| 19 | DEL | Sandro Ramírez     | 45' |
| 4  | MED | Ivan Rakitić       | 62' |
| 6  | MED | Xavi Hernández     | 62' |
| 16 | DEF | Alejandro Grimaldo | 73' |
| 8  | MED | Alen Halilović     | 76' |

| 4  | DEF | Víctor Sánchez   | 45' |
| 27 | DEF | Rubén Duarte     | 45' |
| 10 | MED | Abraham González | 45' |
| 28 | MED | Joan Jordán      | 45' |
| 32 | MED | Julián Luque     | 45' |
| 31 | DEL | Mamadou Sylla    | 45' |
| 32 | DEF | Héctor Rodríguez | 83' |

| Anotado | 15' | Gerard Piqué | 1-0 |

| Anotado | 51' | Anaitz Arbilla | 1-1 |

| Amonestado | 65' | Adama Traoré |

| Amonestado | 44' | Víctor Álvarez |
| Amonestado | 73' | Raúl Rodríguez |

| Xavi Hernández     | Acierto de penal | 1:1 | Acierto de penal | Víctor Sánchez   |
| Sandro Ramírez     | Fallo de penal   | 1:1 | Fallo de penal   | Anaitz Arbilla   |
| Alejandro Grimaldo | Acierto de penal | 2:1 | Fallo de penal   | Abraham González |
| Alen Halilović     | Acierto de penal | 3:2 | Acierto de penal | Joan Jordán      |
| Ivan Rakitić       | Acierto de penal | 4:2 |                  |                  |

| Árbitro             | Alfonso Javier Álvarez Izquierdo |
| Árbitros asistentes | Javier Aguilar Rodríguez         |
| Árbitros asistentes | José María Ungueti Ruiz          |
| Cuarto árbitro      | Albert Ávalos Martos             |

| 25         | POR        | Jordi Masip       |     |
| 21         | DEF        | Adriano Correia   | 73' |
| 3          | DEF        | Gerard Piqué      | 45' |
| 15         | DEF        | Marc Bartra       |     |
| 18         | DEF        | Jordi Alba        | 45' |
| 5          | MED        | Sergi Samper      | 76' |
| 20         | MED        | Sergi Roberto     | 62' |
| 12         | MED        | Rafinha Alcántara | 62' |
| 7          | DEL        | Pedro Rodríguez   | 45' |
| 11         | DEL        | Munir El Haddadi  |     |
| 9          | DEL        | Luis Suárez       | 45' |
| Entrenador | Entrenador | Luis Enrique      |     |

| 25         | POR        | Pau López       |     |
| 23         | MED        | Anaitz Arbilla  |     |
| 3          | DEF        | Raúl Rodríguez  |     |
| 30         | DEF        | Eric Bailly     |     |
| 12         | DEF        | Carlos Clerc    | 45' |
| 34         | MED        | Pol Llonch      | 45' |
| 2          | MED        | Felipe Mattioni | 45' |
| 5          | MED        | Víctor Álvarez  | 45' |
| 7          | MED        | Álex Fernández  | 45' |
| 6          | MED        | Salva Sevilla   | 45' |
| 29         | DEL        | Jairo Morillas  | 83' |
| Entrenador | Entrenador | Sergio González |     |

| 14 | DEF | Edgar Ié           | 45' |
| 2  | DEF | Martín Montoya     | 45' |
| 17 | DEL | Adama Traoré       | 45' |
| 19 | DEL | Sandro Ramírez     | 45' |
| 4  | MED | Ivan Rakitić       | 62' |
| 6  | MED | Xavi Hernández     | 62' |
| 16 | DEF | Alejandro Grimaldo | 73' |
| 8  | MED | Alen Halilović     | 76' |

| 4  | DEF | Víctor Sánchez   | 45' |
| 27 | DEF | Rubén Duarte     | 45' |
| 10 | MED | Abraham González | 45' |
| 28 | MED | Joan Jordán      | 45' |
| 32 | MED | Julián Luque     | 45' |
| 31 | DEL | Mamadou Sylla    | 45' |
| 32 | DEF | Héctor Rodríguez | 83' |

| Anotado | 15' | Gerard Piqué | 1-0 |

| Anotado | 51' | Anaitz Arbilla | 1-1 |

| Amonestado | 65' | Adama Traoré |

| Amonestado | 44' | Víctor Álvarez |
| Amonestado | 73' | Raúl Rodríguez |

| Xavi Hernández     | Acierto de penal | 1:1 | Acierto de penal | Víctor Sánchez   |
| Sandro Ramírez     | Fallo de penal   | 1:1 | Fallo de penal   | Anaitz Arbilla   |
| Alejandro Grimaldo | Acierto de penal | 2:1 | Fallo de penal   | Abraham González |
| Alen Halilović     | Acierto de penal | 3:2 | Acierto de penal | Joan Jordán      |
| Ivan Rakitić       | Acierto de penal | 4:2 |                  |                  |

| Árbitro             | Alfonso Javier Álvarez Izquierdo |
| Árbitros asistentes | Javier Aguilar Rodríguez         |
| Árbitros asistentes | José María Ungueti Ruiz          |
| Cuarto árbitro      | Albert Ávalos Martos             |

|                                     |
| Campeón F. C. Barcelona 1.er título |